# Ранчо Кадиллаков
Ранчо Кадиллаков (англ. Cadillac Ranch) — художественная инсталляция, созданная в городе Амарилло, штат Техас, в 1974 году Чипом Лордом, Хадсоном Маркесом и Дугом Мичелсом (Doug Michels) — участниками арт-группы Ant Farm.
Инсталляция состоит из десяти автомобилей Cadillac, выпущенных в период с 1949 по 1963 год, закопанных капотами в землю.

## История
Чип Лорд и Дуг Мичелс были архитекторами, и их объединение «Ant Farm» было основано как «альтернативная архитектурная практика, своего рода эксперимент в попытке подорвать нормальные корпоративные способы архитектуры». По словам участников арт-группы, в 1972 году в Сан-Франциско им дали список эксцентричных миллионеров, в котором Стэнли Марш 3-й из Амарилло был потенциально тем, кто мог бы профинансировать будущий проект группы.
Первоначально ранчо Кадиллаков располагалось на пшеничном поле, но в 1997 году инсталляция была перенесена на новое место в трёх километрах западнее, на пастбище вдоль межштатной автомагистрали Interstate 40, чтобы оно находилось вне пределов растущего города. Оба земельных участка принадлежали Стэнли Маршу 3-му, ставшему покровителем проекта. По состоянию на 2013 год он владел ранчо Кадиллак, но, судя по всему, эта собственность была передана его семейному фонду незадолго до смерти миллионера в июне 2014 года.
Автомобили инсталляции разукрашиваются по случаю различных важных событий. Однажды они были выкрашены в свой первоначальный цвет, но в этом состоянии они продержались менее суток и снова были расписаны граффити. В июне 2020 года активисты, протестовавшие против жестокости полиции и убийства Джорджа Флойда, выкрасили машины в сплошной чёрный цвет с надписью «Black Lives Matter».